# 聖哈維爾 (米西奧內斯省)
27°53′S 55°08′W / 27.883°S 55.133°W

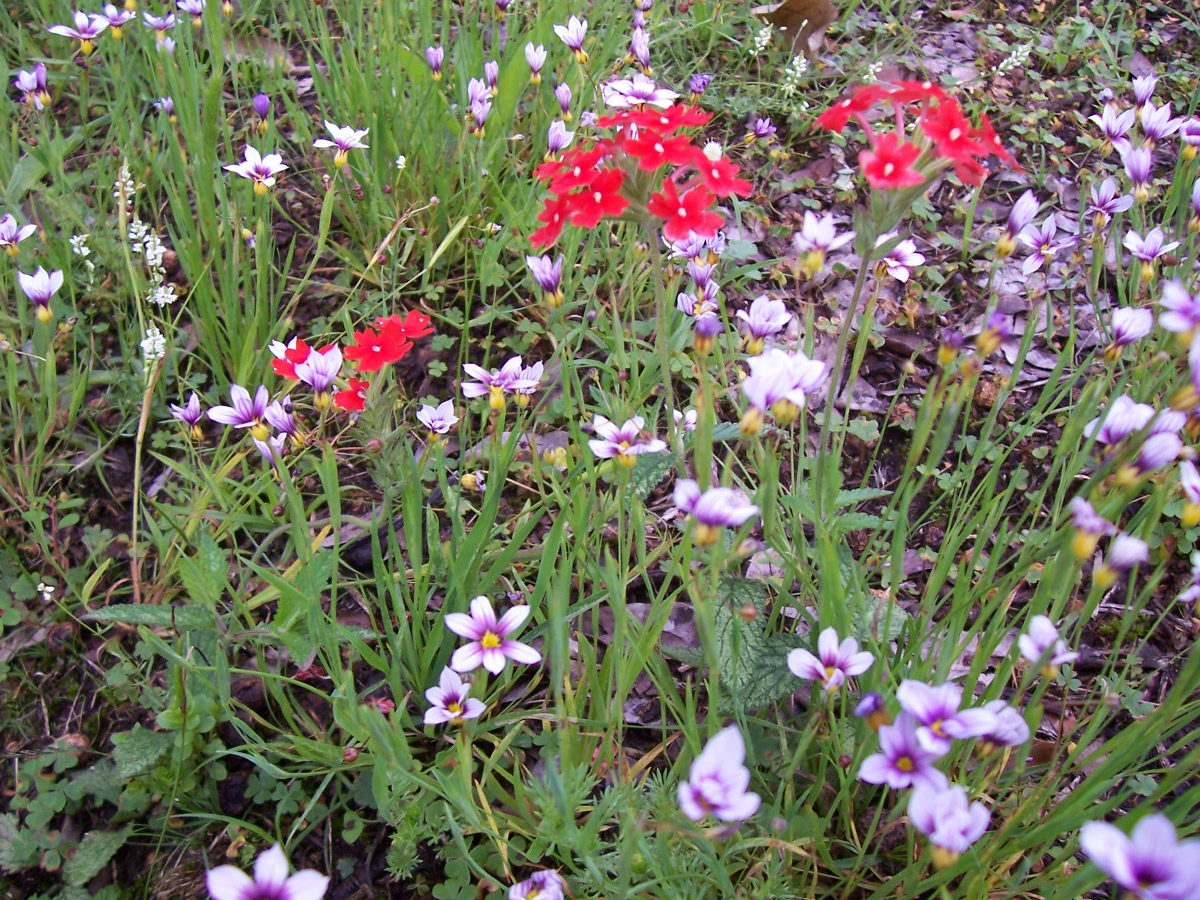

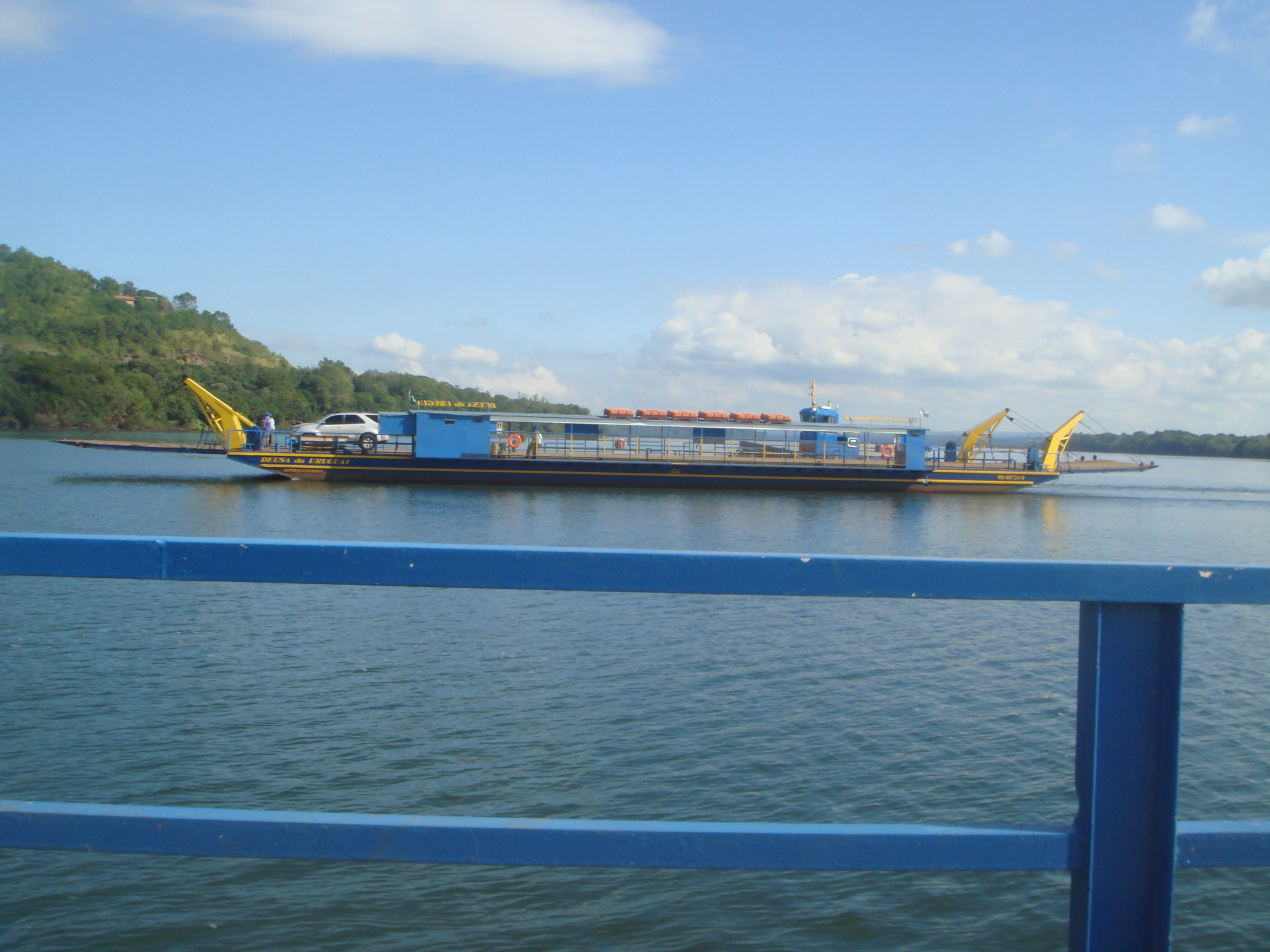
Ferry crossing Uruguay River in San Javier (Misiones, Argentina)

聖哈維爾（西班牙語：San Javier）是阿根廷的城鎮，位於該國東北部米西奧內斯省，是聖哈維爾縣的首府，面積59平方公里，2001年人口8,500，人口密度每平方公里200人。